# 馬扎布卡縣

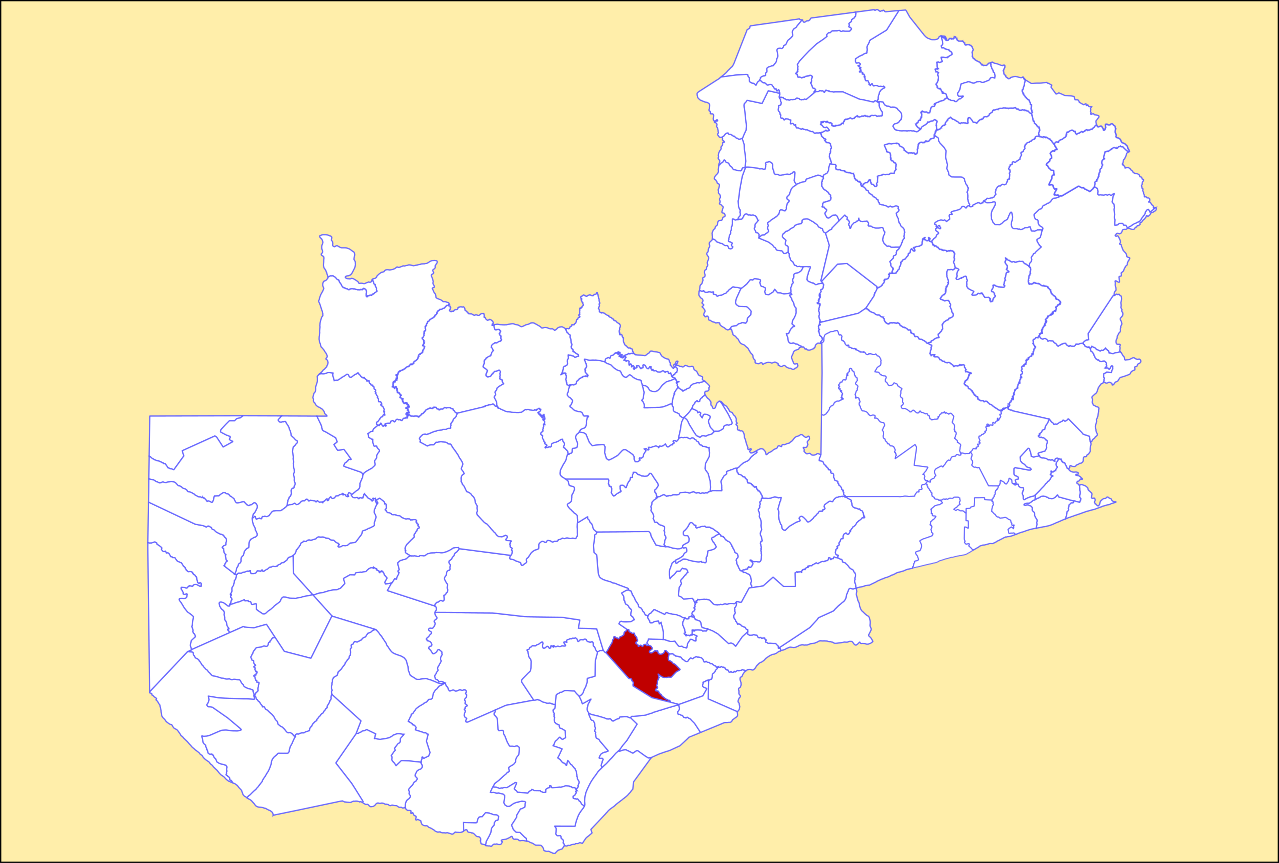

16°00′S 28°00′E / 16.000°S 28.000°E
馬扎布卡縣（英語：Mazabuka District），是贊比亞的縣份，位於該國南部，由南部省負責管轄，首府設於馬扎布卡，面積6,242平方公里，2010年該縣份人口230,972，人口密度每平方公里37人。